# Wasos Melanarkitis
Wasos Melanarkitis (gr. Βάσος Μελαναρκίτης, Vásos Melanarkítis; ur. 11 sierpnia 1972 w Famaguście) – cypryjski piłkarz występujący na pozycji obrońcy lub pomocnika, reprezentant Cypru w latach 1997–2001.

## Kariera klubowa
Podczas kariery klubowej występował w Anorthosis Famagusta i Apollonie Limassol. Jako piłkarz Anorthosis wywalczył pięciokrotnie tytuł mistrzowski, Puchar Cypru oraz czterokrotnie Superpuchar Cypru. W Protathlima A’ Kategorias rozegrał łącznie 239 spotkań i zdobył 29 goli.

## Kariera reprezentacyjna
14 lutego 1997 zadebiutował w reprezentacji Cypru w wygranym 2:0 towarzyskim meczu z Łotwą. Ogółem w latach 1997–2001 rozegrał w drużynie narodowej 33 spotkania i zdobył 2 gole w spotkaniach przeciwko San Marino (1999) i Armenii (2000).

### Bramki w reprezentacji
| LP | Data           | Miejsce                  | Przeciwnik | Bramka | Rezultat | Ranga meczu                       |
| -- | -------------- | ------------------------ | ---------- | ------ | -------- | --------------------------------- |
| 1. | 10 lutego 1999 | Stadion Tsirio, Limassol | San Marino | 1:0    | 4:0      | Eliminacje Mistrzostw Europy 2000 |
| 2. | 4 lutego 2000  | Stadion GSP, Strowolos   | Armenia    | 1:0    | 3:2      | Mecz towarzyski                   |

## Sukcesy
Anorthosis Famagusta
- mistrzostwo Cypru: 1994/95, 1996/97, 1997/98, 1998/99, 1999/00
- Puchar Cypru: 1997/98
- Superpuchar Cypru: 1995, 1998, 1999, 2000